# 台灣稅制
中華民國在台灣地區稅制依徵收機關來區分，可分為九種國稅與八種地方稅，以及關稅。
- 國稅：  所得稅[2][註 1]、遺產稅、贈與稅、貨物稅、證券交易稅、期貨交易稅、營業稅、菸酒稅、特種貨物及勞務稅。
- 地方稅：印花稅、使用牌照稅、地價稅、田賦（於1987年停徵）、土地增值稅、房屋稅、契稅、娛樂稅。

依照中華民國現行稅務相關法令的規定，各種國稅之中，除關稅是由財政部關務署負責徵收外，其他皆由國稅局負責；地方稅則由各直轄市政府、各縣（市）地方政府稅務主管機關負責。

## 綜合所得稅（個人）
綜合所得稅採累進稅率：

應納稅額 ＝ 綜合所得淨額 × 稅率 − 累進差額
綜合所得淨額 ＝ 所得總額 − 免稅額 − 標準扣除額 − 特別扣除額

| 綜合所得淨額           | 税率 | 累進差額  |
| ---------------------- | ---- | --------- |
| 0 ～ 540,000           | 5%   | 0         |
| 540,001 ～ 1,210,000   | 12%  | 37,800元  |
| 1,210,001 ～ 2,420,000 | 20%  | 134,600元 |
| 2,420,001 ～ 4,530,000 | 30%  | 376,600元 |
| 4,530,001 ～           | 40%  | 829,600元 |

## 營利事業所得稅（公司）
課徵對象為總機構在中華民國境內的營利事業及有中華民國來源所得之境外營利事業。
| 課稅所得額      | 税率                    |
| --------------- | ----------------------- |
| 120,000以下     | 0%                      |
| 120,000~200,000 | 超過120,000之所得額半數 |
| 200,001 以上    | 20%                     |

## 營業稅
法規全名為「加值型及非加值型營業稅法」。課稅對象為在中華民國境內銷售貨物或勞務之營業人，或進口貨物之收貨人。

### 加值型營業稅
適用於大多企業。
稅額 = ( 銷售 - 購買 ) * 稅率
現行稅率為 5%。

### 非加值型營業稅（特種稅額）
稅額 = 銷售 * 稅率 
適用於三類營業人：
- 金融、保險業：銀行業、保險業、信託投資業、證券業、期貨業、加密貨幣、票券業及典當業。
- 特種飲食業：夜總會、有娛樂節目之餐飲店、酒家及有陪侍服務之茶室、咖啡廳、酒吧。
- 小規模營業人。

## 房屋稅
房屋稅的課徵對象是土地上的建築物，稅額為房屋現值乘上稅率。房屋標準價格由不動產評價委員會評定，其標準包括建造材料、折舊、以及地段率。稅率由地方政府依照房屋使用用途分別規定。

應納稅額＝房屋課稅現值 × 稅率
房屋課稅現值 = 核定單價 × 面積 ×（1 - 折舊率 × 折舊年數）× 街路等級調整率（地段率）
核定單價 = 標準單價 ×（1 ± 各加減項之加減率）± 樓層高度之超高

## 地價稅
對已規定地價的土地，除課徵田賦者外，應課徵地價稅。稅額係申報地價乘上稅率，每年11月開徵當年之地價稅。

### 申報地價
土地公告地價每二年由直轄市、縣（市）政府依據市場買賣案例或收益實例價格查估，經召開說明會及地價評議委員會評議後於該年1月1日公告，土地所有權人可在公告地價80% 至120% 範圍內申報地價。

### 稅率結構[14]
以各該直轄市或縣（市）土地 7 公畝之平均地價為準。但不包括工業用地、礦業用地、農業用地及免稅土地在內。各直轄市、縣市累進起點地價均不相同，實際金額依各直轄市、縣市地方稅稽徵機關之公告為準。
| 稅基                         | 稅率 | 累進差額           |
| ---------------------------- | ---- | ------------------ |
| 未超過累進起點地價者         | 10‰  | 0                  |
| 超過累進起點地價未達5倍者    | 15‰  | 累進起點地價×0.005 |
| 超過累進起點地價5倍至10倍者  | 25‰  | 累進起點地價×0.065 |
| 超過累進起點地價10倍至15倍者 | 35‰  | 累進起點地價×0.175 |
| 超過累進起點地價15倍至20倍者 | 45‰  | 累進起點地價×0.335 |
| 超過累進起點地價20倍以上     | 55‰  | 累進起點地價×0.545 |

| 適用範圍                                                               | 稅率 |
| ---------------------------------------------------------------------- | ---- |
| 自用住宅用地、勞工宿舍用地、國民住宅用地                               | 2‰   |
| 公共設施保留地                                                         | 6‰   |
| 工業用地、加油站、停車場（不含臨時路外停車場用地）等事業直接使用之土地 | 10‰  |
| 公有土地                                                               | 10‰  |

## 備註
1. ↑  依照《所得稅法》第1條規定，所得稅分為綜合所得稅及營利事業所得稅等2種。
2. ↑  獨資合夥組織之營利事業應依所得稅法第71條第1項規定辦理結算申報，無須計算及繳納其應納之結算稅額；其營利事業所得額，應由獨資資本主或合夥組織合夥人依所得稅法第14條第1項第1類規定列為營利所得，依同法規定課徵綜合所得稅。